# Korps-Abteilung A
Korps-Abteilung A was een provisorische eenheid van de Duitse Wehrmacht ter grootte van een divisie, die aan het oostfront werd gevormd tijdens de Tweede Wereldoorlog uit de resten van meerdere zwaar aangeslagen infanteriedivisies. De eenheid kwam in actie in Oekraïne in de winter van 1943/44 en trok terug naar Roemenië. Op 27 juli 1944 werd de Korps-Abteilung weer omgedoopt in een reguliere infanteriedivisie.

## Geschiedenis

### Oprichting
Korps-Abteilung A werd opgericht op 2 november 1943 bij Heeresgruppe Süd. De Korps-Abteilung werd georganiseerd als Infanterie-Division neuer Art. De eenheid was samengesteld uit de resten van drie infanteriedivisies, die in de voorafgaande gevechten aan het oostfront zwaar waren aangeslagen. Deze Korps-Abteilung was samengesteld uit de resten van de 161e, 293e en 355e Infanteriedivisies. De staf was de voormalige staf was van de 161e Infanteriedivisie. De regimenten werden aangeduid als Divisions-Gruppen (divisiegroepen). De bataljons werden aangeduid als Regimentsgruppen (regimentsgroepen).

### Frontinzet
De nieuwe commandopost van de Korps-Abteilung werd Rownoe, terwijl de meeste vechtende restanten van de divisies nog aan het front noordoostelijk van Krivoy Rog vochten. In de maanden november en december werden verdere benodigde troepen verzameld, ondanks organisatorische moeilijkheden en de militaire situatie aan het front. Op 3 januari 1944 werd de Korps-Abteilung A als "nog niet geschikt voor inzet" beoordeeld.
Na het grote Sovjetoffensief op 5 januari 1944 op Kirovograd, werd de Korps-Abteilung ingezet in een beveiligingslinie ten zuiden van deze stad. De vijandelijke aanvallen op Woroschilowo werden afgeslagen en kleinere doorbraken werden opgeruimd. Op 21 januari stond de Korps-Abteilung uiteindelijk met alle onderdelen in gevechtsinzet. Vanaf 22 januari begon een periode van stellingoorlog met wederzijdse verkenningsactiviteiten en artillerie stoorvuren. Op 12 februari werd de Korps-Abteilung als "geschikt voor verdediging" beoordeeld.
Tot 12 maart bleef de Korps-Abteilung in haar stellingen, waarna ze zich moest aansluiten bij de terugtrekkingsbeweging van het 6e Leger naar de Zuidelijke Boeg. Vanaf 28 maart was verdere terugtocht naar de Dnjestr noodzakelijk. Op 12 april trok de Korps-Abteilung zich terug achter de Dnjestr. Een Sovjetaanval op 25 april leidde tot meerdere doorbraken, maar werd uiteindelijk afgeslagen. Op 10 mei begon de Korps-Abteilung met Operatie Donnerschlag om het bruggenhoofd westelijk van Butor te overwinnen. De Korps-Abteilung bleef in de sector rond Cobusca Veche tot 27 juli 1944.

### Het einde
De Korps-Abteilung A werd op 27 juli 1944 bij Cobusca Veche omgedoopt in 161e Infanteriedivisie. De Divisiegroepen 161 en 355 werden daarbij omgedoopt in resp. Grenadierregiment 371 en 866. De Divisiegroep 293 werd opgeheven en in  Grenadierregiment 371 opgenomen.

## Samenstelling
- Staf Korps-Abteilung A (van 161e Infanteriedivisie)
- Divisionsgruppe 161 uit de staf van Grenadierregiment 371, Regimentsgruppe 336 (II./336) en 371 (II./371)
- Divisionsgruppe 293 uit de staf van Grenadierregiment 521, Regimentsgruppe 511 (II./551) en 512 (II./512)
- Divisionsgruppe 355 uit de staf van Grenadierregiment 866, Regimentsgruppe 510 (I./510 van de 293e Infanteriedivisie) en 866 (I./866)
- Artillerieregiment 241 met Artillerie-Abteilung I./355, II./241, III./293 und IV./241
- Divisions-Füsilier-Bataillon 161 (I./364 van de 161e Infanteriedivisie)
- Panzerjäger-Abteilung 241 (Panzerjäger-Abteilung 241 van de 161e Infanteriedivisie met Panzerjäger-Abteilung 293 en 355)
- Pionier-Bataillon 241 (Pionier-Bataillon 241 van de 161e Infanteriedivisie met Pionier-Bataillon 293 en 355)
- Nachrichten-Abteilung 241 (van de 161e Infanterie-Division)
- Feldersatz-Bataillon 241
- Nachschubtruppen 241 (van de 161e Infanteriedivisie)

## Commandanten
| Rang                                            | Naam          | Begin           | Eind         |
| ----------------------------------------------- | ------------- | --------------- | ------------ |
| Generalmajor vanaf 20 juli 1944 Generalleutnant | Paul Drekmann | 2 november 1944 | 27 juli 1944 |

## Bovenliggende bevelslagen
| Legerkorps       | Leger          | Legergroep              | Plaats/regio                           | Begin           | Eind             |
| ---------------- | -------------- | ----------------------- | -------------------------------------- | --------------- | ---------------- |
| 57e Pantserkorps | 1. Panzerarmee | Heeresgruppe Süd        | Ingul, Kirowograd                      | 2 november 1943 | 31 december 1943 |
| 57e Pantserkorps | 6. Armee       | Heeresgruppe Süd        | Ingul, Kirowograd                      | 1 januari 1944  | 7 januari 1944   |
| 52e Legerkorps   | 8. Armee       | Heeresgruppe Süd        | Ingul, Kirowograd                      | 7 januari 1944  | 25 januari 1944  |
| 52e Legerkorps   | 6. Armee       | Heeresgruppe A          | Ingul, Kirowograd                      | 26 januari 1944 | 19 maart 1944    |
| Gruppe Kirchner  | 6. Armee       | Heeresgruppe A          | Boeg, Konstantinovka                   | 19 maart 1944   | 30 maart 1944    |
| 52e Legerkorps   | 6. Armee       | Heeresgruppe Südukraine | Boeg, Konstantinovka Dnjestr, Tiraspol | 30 maart 1944   | 27 juli 1944     |